# Suzy Powell-Roos
Suzanne Powell-Roos, detta Suzy (Modesto, 3 settembre 1976), è un'ex discobola statunitense, detentrice del record nazionale dal 2007 al 2012 con la misura di 67,67 m.

## Biografia
Nel 1994 ha vinto la medaglia di bronzo ai campionati mondiali juniores e l'anno successivo ha vinto l'oro ai Giochi Panamericani sempre della categoria juniores.
In carriera ha partecipato a tre edizioni dei Giochi Olimpici nelle edizioni di Atlanta 1996, Sydney 2000 e Pechino 2008.
Il 27 aprile del 2002, a La Jolla, ha lanciato il suo disco fino alla misura di 69,44 metri, miglior prestazione mondiale stagionale e possibile record nazionale americano ma, a causa di un'irregolarità del campo di gara (terreno in pendenza), il risultato è stato invalidato.
Nella stagione 2011, dopo aver lanciato a 63,28 metri, ai campionati nazionali americani si è classificata quarta con la misura di 59,01 m.

## Record nazionali
- Lancio del disco 67,67 m ( Wailuku 14 aprile 2007) ex-record

## Palmarès
| Anno | Manifestazione      | Sede             | Evento           | Risultato | Misura  | Note |
| ---- | ------------------- | ---------------- | ---------------- | --------- | ------- | ---- |
| 1992 | Mondiali juniores   | Seul             | Lancio del disco | 10ª       | 46,84 m |      |
| 1994 | Mondiali juniores   | Lisbona          | Lancio del disco | Bronzo    | 52,62 m |      |
| 1996 | Olimpiadi           | Atlanta          | Lancio del disco | 33ª       | 56,24 m |      |
| 1997 | Mondiali            | Atene            | Lancio del disco | 21ª       | 54,22 m |      |
| 1999 | Universiadi         | Palma di Maiorca | Lancio del disco | 7ª        | 58,83 m |      |
| 2000 | Olimpiadi           | Sydney           | Lancio del disco | 15ª       | 59,68 m |      |
| 2001 | Mondiali            | Edmonton         | Lancio de disco  | 18ª       | 58,19 m |      |
| 2003 | Giochi panamericani | Santo Domingo    | Lancio del disco | 4ª        | 60,00 m |      |
| 2003 | Mondiali            | Parigi           | Lancio del disco | 9ª        | 59,86 m |      |
| 2007 | Giochi panamericani | Rio de Janeiro   | Lancio del disco | 4ª        | 59,08 m |      |
| 2007 | Mondiali            | Osaka            | Lancio del disco | 14ª (q)   | 59,57 m |      |
| 2008 | Olimpiadi           | Pechino          | Lancio del disco | 26ª       | 58,02 m |      |